# Robert Feller
Robert Feller (Deventer, 6 juni 1975) is een Nederlands radio-dj en voice-over.

## Carrière
Feller is sinds 2015 (eerder van 2009 t/m 2012) een van de voice-overs van Hart van Nederland. Daarnaast was hij jarenlang de voice-over van RTL 4 en RTL 5 in programma's als RTL Travel en Schiphol Airport.  
Verder was hij tot juli 2018 te horen als dj op Radio 10. Eerder was hij te horen als radio-dj voor 100% NL, Yorin FM, Veronica FM, RTL FM, Noordzee FM en Kink FM. Bij Yorin FM en Noordzee FM was hij (als Robbie Feller) tevens nieuwslezer bij Jensen in de Ochtend en Jensen in de Middag. Medio 2020 maakt hij elke zondagochtend een programma van 07:00-11:00 uur. Hiervoor maakte hij elke zaterdag en zondagochtend een programma van 10:00-13:00 uur. In 2021 is Feller elke zaterdag en zondag te horen bij Radio 10 met zijn eigen, gelijknamige, programma: tussen 19:00 en 21:00 uur. 
In maart 2024 bracht Feller de thriller De Schandpaal uit, die op de shortlist stond voor de MAX Bronzen Vleermuis, als beste thrillerdebuut van het jaar.  